# 마고마다스
마고마다스(Magomadas, 사르데냐어: Magumadas)는 이탈리아의 사르데냐주 오리스타노도에 있는 코무네이다. 칼리아리에서 북서쪽으로 약 130 킬로미터 (81 mi), 오리스타노에서 북쪽으로 약 40 킬로미터 (25 mi) 떨어져 있다.

## 지리
마고마다스는 다음 지방 자치 단체와 접해 있다: 보사, 플루시오, 모돌로, 트레스누라게스.

## 역사
이 마을은 아마도 페니키아인에 의해 설립된 것으로 추정된다. 마코마데스(Macomades)라는 이름은 서부 지중해 연안의 많은 고대 정착지에 의해 명명되었다. 모든 현대 셈어파 언어 중 고대 페니키아어와 가장 밀접하게 관련된 히브리어에서 마콤 하다쉬(maqom ħadaš)는 "새로운 장소"를 의미한다.